# Folwark (województwo opolskie)
Folwark (dodatkowa nazwa w j. niem. Follwark) – wieś w Polsce położona w województwie opolskim, w powiecie opolskim, w gminie Prószków.
Od 1950 miejscowość administracyjnie należy do województwa opolskiego.
W rejonie wsi znajduje się duża, czynna kopalnia odkrywkowa Folwark. Eksploatowane są tam margle kredowe (turon i koniak) na potrzeby cementowni Chorula. 
W 1936 roku w ramach akcji germanizacyjnej nazwę Follwark zmieniono na Vorwerk/Oberschlesien.